# Stocarea hidrogenului
Stocarea hidrogenului este o problemă cheie a unei economii viabile a hidrogenului și a producerii lui. Una din necesități rezidă în asigurarea stocării hidrogenului în rezervoare ușoare, pentru a putea fi ulterior utilizată în mijloacele de transport propulsate cu hidrogen. Atenția acordată acestei probleme a crescut odată cu apariția surselor de energie regenerabile, dar care au o producție imprevizibilă dependentă de sursă (soare, vânt), caz în care o rețea de stocare a hidrogenului ar prelua rolul de tampon pentru energia produsă.
În comparație cu hidrocarburi care sunt stocate la locul de utilizare (benzina în rezervoare, gazul metan în butelii), hidrogenul este foarte greu de depozitat cu tehnologia actuală. 

## Problematică
Datorită proprietăților sale fizice și chimice mânuirea hidrogenului molecular este mai pretențioasă decât a combustibililor utilizați până acum.
- Cu aerul, se produce un amestec foarte exploziv, gaz detonant. Hidrogenul este inflamabil în amestec cu oxigenul din aer proporția fiind cuprinsă între 5% și 85% . Hidrogenul scăpat la ventile și materialul îmbătrânit poate însemna un pericol de explozie. Acest lucru este și mai accentuat la fisurări în urma accidentelor. Datorită stării gazoase a hidrogenului, detectarea unei scurgeri de gaz este îngreunată.

- Datorită dimensiunii moleculare mici și a unei adsorbții scăzute, hidrogenul difuzează relativ bine printr-un număr mare de materiale, ceea ce atrage după sine necesitatea asigurării unei calități înalte a pereților rezervorului. Procesul de difuzie este favorizat și de căldură și presiunea interioară mare.

## Modalități

### Depozitare sub presiune
Hidrogenul are o densitate foarte mică rezultând o puterea energetică raportată la volum scăzută (cca 1/3 din cea a gazului metan, dar de trei ori mai mare dacă se ia în considerare puterea energetică raportată la masă). Acest lucru înseamnă că la aceeași cantitate de energie înmagazinată este nevoie de un rezervor sau de o presiune de trei ori mai mari decât în cazul gazului metan.
Multe probleme privitor la depozitarea în rezervoare sub formă de gaz sub presiune sunt deja rezolvate. Prin utilizarea unor materiale noi s-au redus mult pierderile prin difuzie. Totuși pentru transport acest tip de rezervor este nepotrivit deoarece este greu și necesită etanșeizări speciale.
Mai nou s-au rezolvat anumite probleme tehnice. Dacă pentru automobile de transport la nivelul anului 2000 erau obișnuite rezervoare de 200-350 bar în anul 2006 s-au utilizat deja rezervoare de 700 bar.
Consumul de energie pentru depozitare la 700 bar atinge cca 15 % din cantitatea de energie înmagazinată în hidrogen.

### Depozitare în stare lichidă
Pentru cantități mari se utilizează rezervoare de hidrogen lichid. Pentru aceasta este necesară lichefierea hidrogenului (LH2) și depozitarea la presiunea atmosferică la temperaturi scăzute (temperatură de fierbere -252,8 °C, 20,4°K). Ca urmare presiunea nu mai este o problemă la fabricarea rezervorului. Este nevoie însă de o investiție mai mare la izolația termică a rezervorului și a conductelor.
Constituie avantaj reactivitatea scăzută a hidrogenului la temperatură scăzută, și o densitate mai mare de c. 800 de ori în comparație cu hidrogenul gazos la temperatura normală. Totuși raportat la unitatea de masă, hidrogenul lichid necesită mai mult spațiu. Cu o greutate de 71 kg/m³ are doar o densitate cu puțin mai mare decât polistirolul (într-o găleată de 20 de litri încap doar 1,42 kg hidrogen lichid). Dezavantajul constă în faptul că apar pierderi mari prin evaporare (vaporii trebuie evacuați, altfel crește presiunea prea mult).
Pentru utilizarea la autovehicule au fost concepuți roboți de alimentare care execută și cuplarea. În total consumul de energie necesar în procesul de lichefiere a hidrogenului lichid constituie 20 % din energia înmagazinată, restul pierderilor ocazionate de transferuri ulterioare (ex. la automobile de la fabrică la mijloace de transport, de aici la stații de alimentare și apoi la consumatori) sunt neglijabile. Recipientele trebuie să fie bine izolate pentru a preveni apariția fierberii. De asemenea se poate forma gheață în jurul rezervorului, care în continuare poate contribui la apariția fenomenului de coroziune dacă se deteriorează izolația. Izolația pentru rezervor este de obicei foarte scumpă și sensibilă.

### Stocare în hidruri metalice
O altă modalitate pentru reducerea presiunii hidrogenului molecular este dizolvarea în alte materiale. Unele au stare de agregare lichidă și sunt ușor de încărcat cu hidrogen altele stare de agregare solidă și din ele se pot fabrica tablete. Hidrogenul este stocat în golurile rețelei metalului. Un metru cub de hidrură metalică va conține mai mulți atomi de hidrogen decât același volum de hidrogen lichid. Într-un rezervor cu hidrură metalică poate fi stocată de 5 ori mai multă energie decât într-un acumulator cu plumb cu aceeași greutate.. Mărimi critice reprezintă în acest caz temperatura și presiunea de adsorbție și cedare a hidrogenului, precum și greutatea rezervorului. Printre hidrurile ce se intenționează a fi utilizate în industria hidrogenului menționăm hidruri simple de magneziu sau metale de tranziție respective hidruri complexe conținând sodiu, litiu sau calciu și aluminiu sau bor. Deseori hidrurile reacționează violent le expunerea la aer umed, și unele sunt toxice la contactul cu pielea sau ochii, de aceea manipularea lor este greoaie (ex bor, hidrura de litiu-aluminiu). Unele hidruri cum ar fi hidrura de sodiu-bor, hidrura de litiu-aluminiu și borura de amoniu au totuși o reactivitate scăzută și o densitate de depozitare destul de mare (peste 10 % din greutate). Hidrogenul utilizat în astfel de recipiente trebuie să fie de grad înalt de puritate pentru a nu contamina suprafețele de adsorbție (ex. 10 ppm O2 maximum în H2, monoxid de carbon, hidrocarburi și apă la nivel redus)

### Compuși pe bază de carbon
Pe lângă posibilitatea depozitării hidrogenului sub formă moleculară, mai există o întreagă gamă de soluții de stocare și transport sub formă de compuși chimici. Îndeosebi se pretează în acest scop alcoolii, de exemplu metanolul. Din acestea prin reformare se obține un amestec de gaze bogat în hidrogen. 
Această posibilitate nu aparține propriu zis metodelor de stocare a hidrogenului, dar într-o economie bazată pe hidrogen este o modalitate de depozitare și prelevare ulterioară din gaz de sinteză.

### Stocare amoniacală
Amoniacul (NH3) poate fi utilizat pentru a depozita hidrogenul în compuși chimici de unde mai apoi poate fi eliberat printr-un procedeu de reformare catalitică. Amoniacul prezintă o foarte mare densitate de înmagazinare a hidrogenului sub formă de lichid cu cerințe slabe de presurizare și răcire. Se poate stoca și la temperatura și presiunea camerei dacă este amestecat cu apă. Amoniacul este pe locul al doilea privind produsele industriei chimice și există deja o infrastructură bine pusă la punct privind producția, transportul și distribuția. Amoniacul poate fi reformat pentru a obține hidrogen fără deșeuri toxice, sau poate fi amestecat cu combustibilii existenți pentru a arde cu randament mare. Amoniacul pur arde slab la presiunea de funcționare a aparatelor de încălzire a apei și sobelor cu gaz metan. La rapoartele de compresie din motoarele de ardere internă cu mici modificări este un combustibil corespunzător. Fabricarea amoniacului este energofagă și infrastructura existentă ar trebui extinsă semnificativ pentru a face față cerințelor actuale de energie ale mijloacelor de transport. Amoniacul este un gaz toxic la temperatura ambiantă și are un miros înțepător neplăcut.
Specialiștii de la Universitatea Tehnică din Danemarca, în septembrie 2005 au anunțat găsire unei metode de stocare a hidrogenului sub formă de amoniac saturat într-o tabletă de sare. Ei susțin că este o metodă ieftină și sigură de înmagazinare. 
New Scientist  susține că la Arizona State University se studiază utilizarea unei soluții de hidrură de bor pentru a înmagazina hidrogen, care este mai apoi eliberat când soluția trece peste un catalizator din ruteniu .

## Soluții în fază de cercetare

### Nanotuburi de grafit

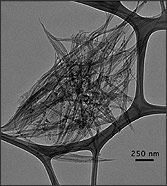
Nanotub de carbon

Animatie 3D al unui nanotub de carbon

La Northeastern University din Boston s-a descoperit o nouă tehnică revoluționară de stocare utilizând nanotuburile de grafit (fulerene). Hidrogenul este depozitat între straturi de nanotuburi cu un diametru de 5-10 nm. Fiecare gram de carbon conține cca 30 l hidrogen, ceea ce la un rezervor de 25 l și 87 kg ar înlesni o autonomie de 8000 km. Dezavantajul este că încărcarea durează între 4 și 24 ore și este posibil de maximum 4-5 ori.
Se presupune că această densitate de înmagazinare se datorează faptului că suprafețele rețelelor de carbon prezintă proprietăți cristaline, moleculele de hidrogen putându-se însera foarte strâns în acestea. Teoria privind modul de înmagazinare nu este pe deplin elucidată.

### Rețele metalo-organice
O altă clasă de materiale poroase sintetice care ar putea înmagazina în mod eficient hidrogen o constituie rețelele metalo-organice. În anul 2006 specialiști în chimie de la UCLA și Universitatea din Michigan au atins o concentrație de înmagazinare a hidrogenului în rețele metalo-organice de până la 7,5 % din greutate. De menționat că acest rezultat a fost obținut la 77 K.

### Borat de fosfoniu
În anul 2006 cercetători de la Universitatea din Windsor au reușit înmagazinarea reversibilă a hidrogenului în compusul nemetalic borat de fosfoniu. Acest compus înmagazinează hidrogen la temperatura de 25 °C și și presiunea de 1 bar și îl cedează la 100 °C. Randamentul este de 0,25 % mult sub 6-9 % cerut pentru a fi util din punct de vedere comercial.

### Polimeri
O echipă de cercetători coreeni de la Școala de Fizică a Universității Naționale din Seul, condusă de profesorul Lim Ji-sun a obținut o eficiență de înmagazinare de 7,6 % utilizând un polimer la care s-au atașat atomi de titan.

### Microsfere de sticlă
Microsferele – globuri microscopice de sticlă de 10 până la 300 μm diametru – pot fi utilizate pentru înmagazinarea/cedarea în/din cavitatea lor interioară a hidrogenului.

## Implementare
În cazul variantelor viabile anterioare de cele mai multe ori în practică se utilizează o carcasă metalică exterioară etanșă rezistentă la presiune. Chiar și în rezervoarele de hidrogen lichid și în cele cu hidruri metalice apare o presiune interioară dependentă de temperatură. Pentru rezervorul de presiune există posibilitatea apariției fenomenului de rigidizare sub influența hidrogenului. Pentru stocarea hidrogenului în formă gazoasă, sub presiune, la 700bar se utilizează fibre de carbon pentru reducerea greutății rezervorului.
Diferitele variante de stocare se aleg în funcție de domeniul de utilizare a hidrogenului ca și soluție alternativă la combustibilii actuali: produsele de petrol, gaz metan sau electricitate. Pentru cantități mari sunt în uz rezervoare de hidrogen lichefiat. Pentru cantități mici se apelează mai ales la hidruri metalice. Domeniul intermediar care corespunde automobilelor și clădirilor, deocamdată este încă incomplet pus la punct din punct de vedere commercial.

## Tendințe
Previziunile de mai sus au fost stabilite de asociația FreedomCAR în ianuarie 2002 între United States Council for Automotive Research (USCAR) și DOE și ia în considerare un sistem de stocare de 5 kg H2.